# Esperstedt
Esperstedt è una frazione del comune tedesco di Obhausen, situato nel land della Sassonia-Anhalt.
Fino al 31 dicembre 2009 Esperstedt era un comune autonomo.